# Frank Rosolino
Frank Rosolino (Detroit, 20 de agosto de 1926 - Los Ángeles, 26 de noviembre de 1978) fue un trombonista y cantante de jazz estadounidense. Se suicidó tras haber disparado a sus dos hijos, uno de los cuales murió.
Comienza su actividad profesional, en 1946 en las bandas de Bob Chester, Glen Gray y Gene Krupa, entre otros, hasta que forma su propio combo (1951). Después se enrola en la big band de Stan Kenton, con el que gira por Europa. En 1954, se instala en California, trabajando en los estudios de Hollywood y en las sesiones del club Lighthouse, en Hermosa Beach, convirtiéndose en uno de los trombonistas más reputados del West Coast jazz. En los años 1970, realiza numerosas giras por Europa y Japón, y trabaja con grupos como Supersax, y músicos como Benny Carter. En 1978, tras una gira europea, entra en una profunda depresión que acaba con su vida.
Rosolino realizó grabaciones con casi todos los músicos importantes de la época: Pérez Prado, Elmer Bernstein, Howard Rumsey, Buddy Rich, Max Roach, Barney Kessel, Richie Kamuca, Bill Holman, Conte Candoli, Terry Gibbs, Ray Charles, Shelly Manne, Dizzy Gillespie, Quincy Jones... además de participar en numerosas bandas sonoras. Poseedor de una técnica brillante y una improvisación muy expresiva, se expresaba en un lenguaje claramente surgido del bebop, con un estilo de vibrato influido por Bill Harris.